# Orthoptie

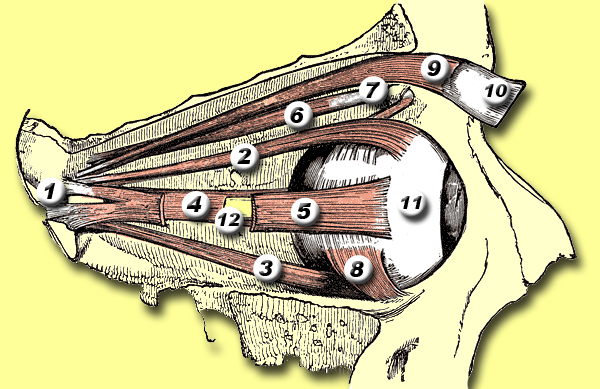
Musculature oculaire

L’orthoptie consiste à dépister, analyser et traiter les troubles visuels moteurs, sensoriels et fonctionnels. Pour cela, selon le contexte, les besoins et les caractéristiques du patient, l’orthoptiste évalue les capacités visuelles, effectue des examens d’explorations comme des photos du fond d’œil, mesure de la tension oculaire, évaluation du champ visuel, réalise et propose des projets thérapeutiques personnalisés…  
Étymologiquement, orthoptie vient du grec ortho : droit et opto : vision avec le suffixe -ie.

## Définition

### En France
L'orthoptie consiste en des actes d'exploration, de rééducation et de réadaptation de la vision utilisant éventuellement des appareils et destinés à traiter les anomalies de la fonction visuelle. Dans son activité, l'orthoptiste est habilité à réaliser un interrogatoire et à recueillir les informations concernant le patient et son entourage dans le respect du secret professionnel. La prise en charge orthoptique est accompagnée, le cas échéant, de conseils appropriés à l'entourage proche du patient. 
Au 1er janvier 2016, il y avait 4 409 orthoptistes (France métropolitaine et DOM), dont 65 % exerçant en libéral et 54 % ayant moins de 40 ans.

## Champs d'intervention
L'orthoptiste est spécialisé en exploration, rééducation et en réadaptation de la fonction visuelle.

### L’exploration de la fonction visuelle
Un orthoptiste est un professionnel travaillant généralement en cabinet d’ophtalmologie et intervenant en amont de la consultation du médecin. Il pratique différentes mesures de l'œil et différents examens de la vision. Il peut réaliser entre autres l’acuité visuelle, la réfraction, participer à l'adaptation et à la manipulation des lentilles de contact, mesurer la pression intra-oculaire, réaliser une tomographie à cohérence optique, effectuer des photos du fond d’œil, etc.
Dans un contexte de diminution démographique importante du nombre d’ophtalmologistes, de l’augmentation des actes techniques ainsi que de l’accroissement et du vieillissement de la population, la filière visuelle a dû se réorganiser. Les partenaires privilégiés que sont les ophtalmologistes confient trois quarts des mesures techniques à l’orthoptiste. Ils peuvent ainsi passer moins de temps avec chacun de leurs patients et donc recevoir plus de patients au cours d’une même journée.[non neutre]
Et c’est dans le même esprit que les orthoptistes peuvent aussi réaliser de nouveaux actes comme le contrôle entre deux rendez-vous de pathologies chroniques, le bilan visuel avant prescription ou renouvellement de lunettes, le dépistage de la rétinopathie diabétique, qui est le premier acte de télémédecine remboursé par la Sécurité sociale, dont le but est d’éviter de ne découvrir la pathologie que trop tard.
Un décret du 24 avril 2020  prévoit que, pour un renouvellement d'équipement, l'orthoptiste peut adapter, après réalisation d'un examen de la réfraction et sauf opposition du médecin mentionnée expressément sur l'ordonnance, les corrections optiques des prescriptions médicales initiales de lentilles de contact oculaire datant de moins de un an, pour les patients âgés de moins de 16 ans et de trois ans, pour les patients âgés de 16 ans et plus. Il en est de même pour  les corrections optiques des prescriptions médicales de verres correcteurs datant de moins d'un an, pour les patients âgés de moins de 16 ans, de cinq ans, pour les patients âgés de 16 à 42 ans, de trois ans, pour les patients âgés de plus de 42 ans.

### La rééducation
Les orthoptistes, historiquement, prennent en charge les déséquilibres oculaires, les strabismes, les amblyopies, les nystagmus… et soulagent les patients de leurs céphalées, de leurs douleurs oculaires, de leurs problèmes de mise au point, de leur vision floue, de leur vision double, qu’ils travaillent sur écran ou qu’ils soient obligés de fixer de manière importante.
Se sont ajoutés des bilans orthoptiques spécifiques, réalisés en fonction de la problématique du patient: bilan de basse vision, malvoyance, troubles neurovisuels, troubles des apprentissages (dyslexie, dyspraxie, troubles de l'attention, autisme...), troubles posturaux, dans le cadre de pathologies chroniques ou du développement…

### La réadaptation
Les orthoptistes sont responsables des patients atteints de dégénérescence maculaire liée à l’âge (DMLA) et de basse vision en général (glaucome, rétinopathie diabétique…) ainsi que de ceux qui sont atteints de troubles neurovisuels ou de conséquences neuro-ophtalmologiques des pathologies générales.
Entrent dans ces catégories de nombreuses pathologies neurodégénératives telles que la sclérose en plaques, les séquelles d’accident vasculaire cérébral (AVC) ou la maladie de Parkinson sur lesquelles l’orthoptiste œuvre dans le but de rendre aux patients des capacités de fixation et de traitement de l’information visuelle restantes les plus efficaces possibles.
Ce type de prises en charge contribue à un maintien à domicile plus aisé pour ces patients ainsi que pour la population vieillissante.
La prise en charge orthoptique se conçoit très souvent dans un cadre pluridisciplinaire. L’orthoptiste réalise et propose des projets thérapeutiques personnalisés. 
L’orthoptiste participe également à des projets d’adaptation à la scolarisation pour les enfants, en lien avec l'Éducation nationale et entretient à ce titre des relations avec tous les professionnels de santé et avec le corps enseignant (professeurs des écoles, enseignants référents de M.D.P.H.…) et les établissements spécialisés (IME, IEM, SESSAD, CAMSP, etc.).

## En France

### Modalités d'accès
Il est possible d’accéder à une consultation orthoptique de trois manières :
- Par prescription médicale (ordonnance) d’un médecin généraliste, ophtalmologiste, pédiatre, neurologue, etc.

- Par protocole organisationnel établi entre un(e) orthoptiste et un ou plusieurs médecins ophtalmologistes d’un même établissement

- En cas d’urgence et en l’absence d’un médecin, l’orthoptiste est habilité à accomplir les premiers actes de soins nécessaires en orthoptie

L'exercice de l'orthoptie, quel que soit son mode, salarié ou libéral, est réglementé par un décret de compétences fixant la liste des actes professionnels pouvant être accomplis par lui-elle.

### Mode d'exercice
L’orthoptiste peut exercer en libéral ou comme salarié.
L’installation et le droit d’exercer l’orthoptie en libéral ne sont pas limités ni soumis à condition de lieu.
- L’orthoptiste peut donc créer son cabinet orthoptique libéral ou succéder à un(e) orthoptiste qui arrête son activité.
- L’orthoptiste peut aussi s’associer avec un(e) orthoptiste déjà installé
- L’orthoptiste peut aussi devenir collaborateur d’un orthoptiste
- L’orthoptiste peut aussi remplacer, de façon temporaire et pour une raison précise (vacances, formation, mandat politique ou syndical, maladie, maternité), un(e) orthoptiste qui arrête momentanément son activité.

L’orthoptiste peut être salarié dans le secteur public ou privé :
- Dans le secteur public, il s’agit essentiellement des hôpitaux de l’assistance publique ou des armées, les CHU ou les CHR ;
- Dans le secteur privé, il peut s’agir des hôpitaux privés, des cliniques, des centres municipaux, des cabinets médicaux, des établissements médico-sociaux.

### Formation
L’organisation et le contenu de la formation en vue de l’obtention du certificat d’orthoptiste sont fixés par l'arrêté du 20 octobre 2014, conférant le grade de licence.
Pour exercer l’activité d’orthoptiste, le professionnel doit être titulaire du Certificat de capacité d’orthoptiste. Ce diplôme se prépare en 3 ans dans 14 unités de formation et de recherche de sciences médicales ou de techniques de réadaptation. La formation, accessible sur examen, après l’obtention du baccalauréat, comporte 6 semestres de formation validés par l’obtention de 180 crédits européens, dont 1968 h de cours magistraux et de travaux dirigés, et 1400 h de stages. L’enseignement comprend entre autres de l’anatomie, de la physiologie oculaire, de l’optique, des pathologies ophtalmologiques et générales, des techniques d’instrumentation, de la psychologie, etc.
Le nombre d’étudiants admis en première année d’étude est fixé par un arrêté annuel conjoint du ministre chargé de la santé et du ministre chargé de l’Enseignement supérieur.

#### Conditions d'accès
Aucune limite d’âge n’est imposée, les études pouvant s’entreprendre après une précédente formation ou une réorientation.
Les candidat(e)s doivent justifier, soit du baccalauréat, soit du diplôme d’accès aux études universitaires (DAEU), soit d’un diplôme français ou étranger admis en dispense ou équivalence du baccalauréat en application de la réglementation nationale, soit d’une qualification ou d’une expérience jugées suffisantes, conformément aux dispositions de l’article L. 613-5 du code de l’éducation. 
Les universités peuvent sélectionner les candidats selon l’un des 2 modalités suivantes :
- Modalité 1 : Sélection sur dossier suivi d’un entretien de motivation avec le jury. Les pièces constitutives du dossier sont fixées par chaque université. L’entretien a une durée minimum de 30 min

- Modalité 2 : Examen écrit suivi d’une épreuve orale avec le jury. L’examen écrit comporte deux épreuves anonymes sur la physique et les sciences de la vie (programme de première et terminale S) affectées d’un coefficient 1. L’épreuve orale consiste en un exposé discussion avec le jury d’une durée maximale de 30 minutes affectée d’un coefficient 2.

#### Département universitaire de formation
Il existe 16 départements universitaires intégrées aux UFR de Médecine et de Techniques de Réadaptation en France dispensant cette formation, dans les villes suivantes :
- Amiens
- Bordeaux
- Clermont Ferrand
- Lille
- Lyon-I
- Aix-Marseille
- Montpellier
- Nantes
- Paris-V
- Sorbonne
- Rennes-I
- Strasbourg
- Toulouse
- Tours
- Limoges
- Caen

#### Enseignements
Le référentiel de formation de ce certificat comprend 41 Unité d’Enseignements (UE) dont : biologie moléculaire et cellulaire, génétique, histologie et anatomie, optique géométrique, optique physiologique, réfraction, physiologie du système visuel, physiologie neurosensorielle, anatomie et histologie de l'appareil oculomoteur et de la vision, troubles neurovisuels, vision et équilibre, communication, éducation thérapeutique, prise en charge orthoptique des pathologies neuro ophtalmologiques.

### Organisation de la profession
- Association Internationale d’Orthoptie (IOA)
- Orthoptistes de la Communauté Européenne (OCE)
- Syndicat National Autonome des Orthoptistes (SNAO)
- Union Nationale pour la Recherche et l’Information en Orthoptie (UNRIO)
- Société Francophone d’Étude et de Recherche en Orthoptie (SFERO)
- Fédération Française des Étudiants en Orthoptie (FFEO)